# Napoleonville
Napoleonville és una població dels Estats Units a l'estat de Louisiana. Segons el cens del 2000 tenia 686 habitants.

## Demografia
Segons el cens del 2000, Napoleonville tenia 686 habitants, 246 habitatges, i 170 famílies. La densitat de població era de 1.471,5 habitants/km².
Dels 246 habitatges en un 30,1% hi vivien nens de menys de 18 anys, en un 37% hi vivien parelles casades, en un 27,6% dones solteres, i en un 30,5% no eren unitats familiars. En el 25,2% dels habitatges hi vivien persones soles el 12,6% de les quals corresponia a persones de 65 anys o més que vivien soles. El nombre mitjà de persones vivint en cada habitatge era de 2,79 i el nombre mitjà de persones que vivien en cada família era de 3,4.
Per edats la població es repartia de la següent manera: un 28,1% tenia menys de 18 anys, un 10,1% entre 18 i 24, un 26,8% entre 25 i 44, un 21,1% de 45 a 60 i un 13,8% 65 anys o més.
L'edat mediana era de 34 anys. Per cada 100 dones de 18 o més anys hi havia 75,4 homes.
La renda mediana per habitatge era de 18.977 $ i la renda mediana per família de 21.339 $. Els homes tenien una renda mediana de 26.750 $ mentre que les dones 16.607 $. La renda per capita de la població era de 12.005 $. Entorn del 31,4% de les famílies i el 31,8% de la població estaven per davall del llindar de pobresa.

## Poblacions més properes
El següent diagrama mostra les poblacions més properes.